# Christiaan Everhard van Oost-Friesland
Christiaan Everhard van Oost-Friesland (Esens, 1 oktober 1665 – Aurich, 30 juni 1708) was sinds zijn geboorte vorst van Oost-Friesland. Hij behoorde tot het huis Cirksena.

## Levensloop
Hij was de zoon van vorst George Christiaan van Oost-Friesland uit diens huwelijk met Christina Charlotte, dochter van hertog Everhard III van Württemberg. Christiaan Everhard werd vier maanden na de dood van zijn vader geboren en werd daardoor onmiddellijk vorst van Oost-Friesland. Omdat hij nog niet in staat was om te regeren, trad zijn moeder tot in 1690 op als regentes.
Vanaf zijn zevende werd Christiaan Everhard opgeleid in het buitenland. Na verblijven in de Republiek der Zeven Verenigde Nederlanden, Piëmont en Frankrijk was hij vanaf 1681 in Italië en Oostenrijk. In Italië beklom hij de Vesuvius, in Rome bezocht hij de afgetreden koningin Christina van Zweden en in Parijs ontmoette hij koning Lodewijk XIV van Frankrijk.
Pas in 1690 begon hij zelfstandig te regeren als vorst van Oost-Friesland, hoewel de Staten, waarmee het huis Cirksena al jarenlang in conflict lagen, daar al langer op aandrongen. Tijdens zijn heerschappij probeerde hij het conflict met de Staten bij te leggen. Zo sloot hij in 1693 in Hannover en in 1698 in Aurich een akkoord met de Staten, waarmee hij de interne vrede bewaarde. Dit zorgde ervoor dat Christiaan Everhard zeer populair werd en als de bijnaam de Vreedzame kreeg. Bovendien was hij een van de weinige Oost-Friese vorsten die vriendelijk ontvangen werd in Emden, toen hij de stad in 1699 bezocht.
Christiaan Everhard stond bekend als een omzichtige, tolerante en piëtistische vorst. Net als zijn moeder gaf hij meer rechten aan de gereformeerden, hoewel hij zelf luthers was. Ook sloot hij een erfverdrag met keurvorst Hannover, maar bij gebrek aan keizerlijke steun ging dit niet van kracht. In plaats daarvan erkende de keizer de aanspraken van koning Frederik I van Pruisen op Oost-Friesland en bepaalde hij dat Pruisen Oost-Friesland zou erven bij het uitsterven van het huis Cirksena. Toen dit effectief gebeurde, werd Oost-Friesland in 1744 geannexeerd door Pruisen.
Christiaan Everhard had al sinds zijn kindertijd een zwakke gezondheid en net als vele andere leden van het huis Cirksena stierf hij op jonge leeftijd. Bij zijn overlijden in juni 1708 was hij namelijk 42 jaar. Zijn tweede zoon George Albrecht volgde hem op. Hij werd bijgezet in het Cirksena-mausoleum in Aurich.

## Huwelijken en nakomelingen
Zijn eerste echtgenote was Eberhardina Sophia (1666-1700), dochter van graaf Albrecht Ernst I van Oettingen-Oettingen. Ze kregen tien kinderen:
- Leopold Ignatius (1687)
- Christina Sophia (1688-1750), huwde in 1728 met vorst Frederik Anton van Schwarzburg-Rudolstadt
- Maria Charlotte (1689-1761), huwde in 1709 met Frederik Ulrich van Oost-Friesland
- George Albrecht (1690-1734), vorst van Oost-Friesland
- Ulrich Frederik (1691)
- Karel Enno (1692-1709)
- Frederika Wilhelmina (1695-1750), kanunnikes in het Sticht Herford
- Enno August (1697-1725)
- Juliana Louise (1698-1740), huwde in 1721 met hertog Joachim Frederik van Sleeswijk-Holstein-Sonderburg-Plön
- Christina Charlotte (1699-1733)

Na de dood van zijn eerste echtgenote huwde hij in 1701 morganatisch met Anna Juliana von Kleinau (1674-1727), die de titel vrouwe van Sandhorst kreeg. Uit hun huwelijk werd een dochter geboren, die de familienaam von Sandhorst droeg:
- Sophia Antoinette Juliana (1707-1725), overleed aan de pokken